# Heino Masemann

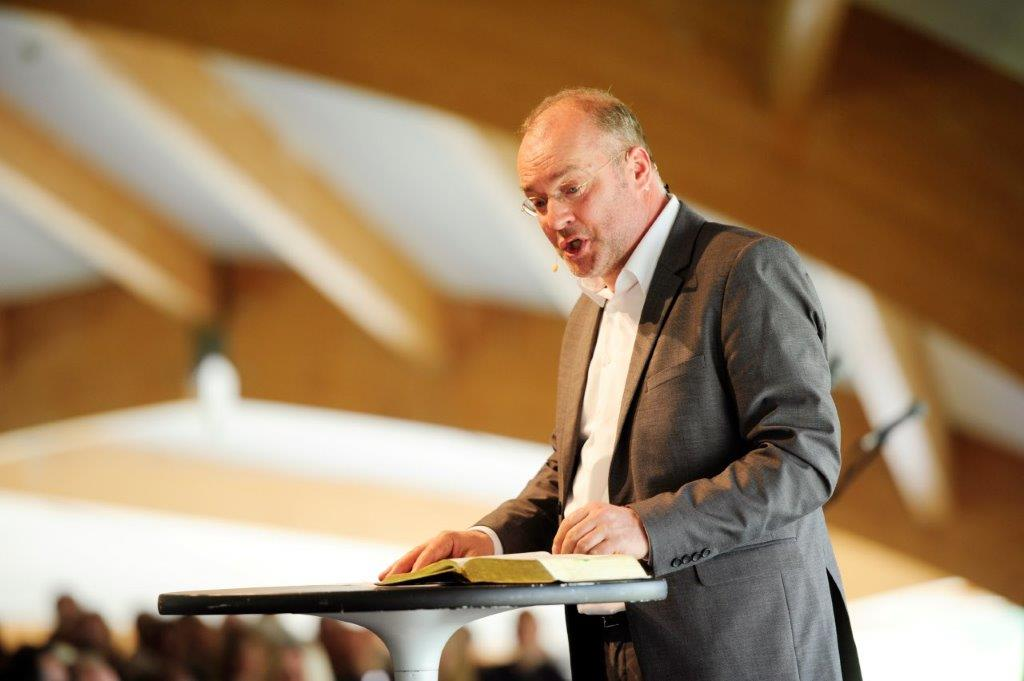
Heino Masemann

Heino Masemann (* 9. Juli 1961) ist ein deutscher evangelisch-lutherischer Theologe und Pfarrer. Er war der erste Seelsorger in der virtuellen Welt von Second Life und ist Gründer von „Expowal – Eine unglaubliche Kirche“ und Geschäftsführer des Landesvereins für Innere Mission Hannover sowie Buchautor.

## Leben
Heino Masemann wuchs in Schwarme, einem Dorf 30 km südlich von Bremen, auf. Seinen Eltern betrieben eine kleine Landwirtschaft. Die Familie war kirchlich nicht geprägt. Nachdem er zunächst Journalist werden wollte, studierte Masemann von 1981 bis 1988 Evangelische Theologie in Bethel und Münster. Im Anschluss war er zunächst ein Jahr lang Mitarbeiter der Arbeitsgemeinschaft für Gemeindeaufbau. Nach dem Predigerseminar und Vikariat wurde er 1991 zum Pfarrer der Hannoverschen Landeskirche ordiniert und Pfarrer in einer Landgemeinde im Elbe-Weser-Dreieck. In dieser Zeit war Masemann Kirchenkreis-Vorstandsmitglied und stellvertretender Superintendent im Kirchenkreis. In seiner Gemeinde etablierte er 1993 den Gottesdienst für Kirchendistanzierte: „gottesdienst 08/16“.

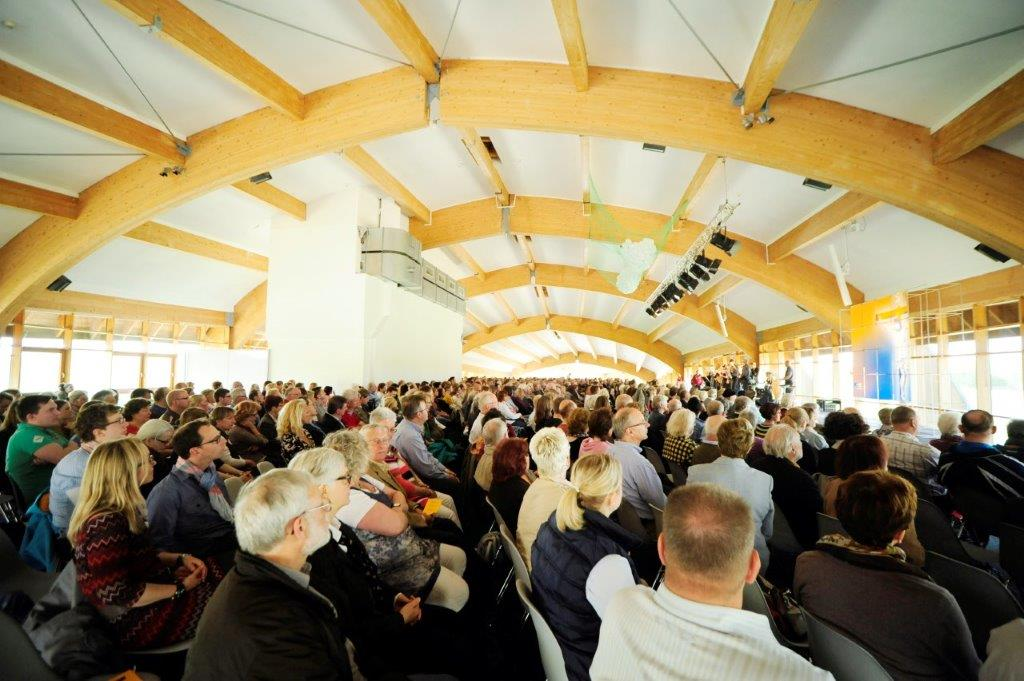
„Expowal“-Gottesdienst mit Heino Masemann

Im Jahr 2011 wurde Heino Masemann zum Geschäftsführer des diakonisch-evangelistischen Landesvereins für Innere Mission in Hannover berufen. Er ist verantwortlich für eine Familienferienstätte auf Langeoog, Leiter des diakonischen Angebotes Notruf Mirjam für Mädchen und Frauen, die ungewollt schwanger sind und seit 2004 als Gründer für die bundesweit einzigartigen „Expowal“-Gottesdienste auf dem Gelände der Expo 2000, heute Expo-Park-Hannover-Gelände, verantwortlich. Zudem ist er Geschäftsführer der LIM gGmbH, die die operative Arbeit der Inneren Mission verantwortet.
Im Rahmen der Expowal-Gottesdienste wurde folgender Segen von ihm verwendet:

„Gott, unser Vater im Himmel
sei über Dir und bewahre Dich
auf den Wegen Deines Lebens.
Jesus Christus, unser Heiland und Herr,
sei neben Dir und stärke Dich
auf den Wegen Deines Lebens.
Der Heilige Geist, Gottes Kraft,
sei in Dir und schenke Dir ein fröhliches Herz
auf den Wegen Deines Lebens.
So segne Dich der dreieinige Gott,
der Vater durch den Sohn im Heiligen Geist.“

Seit seiner Arbeit als Gemeindepfarrer liegt der Schwerpunkt des Engagements von Heino Masemann auf zeitgemäßer Kommunikation der Botschaft des christlichen Glaubens. Dabei geht es ihm insbesondere um sogenannte „kirchenferne“ und „glaubensdistanzierte“ Menschen.
Ab dem 31. Oktober 2007 bot er unter dem Pseudonym „Heino Merimann“ wöchentlich ein Seelsorgegespräch in Second Life an. Der entsprechende Ort („Altstadt“) kann in Second Life mittlerweile nicht mehr aufgerufen werden. Seit 2020 engagiert Masemann sich verstärkt im Bereich christlicher Verkündigung im digitalen Zeitalter.
Heino Masemann wird von Verantwortungs- und Entscheidungsträger aus den Bereichen Politik, Wirtschaft, Kultur und Medien vielfach als geistlicher Berater in Anspruch genommen. Er engagiert sich ehrenamtlich für Entwicklungshilfe. Zudem ist er Autor eines jährlich erscheinenden Adventskalenders. Im Jahr 2020 erschien von ihm im bene!-Verlag das gemeinsam mit Bettina Wulff verfasste Buch Anders als gedacht.
Heino Masemann ist verheiratet und Vater von vier Kindern. Sein Sohn starb im Alter von acht Jahren.

## Werke
- Hauskreise – Baustein der Gemeindearbeit. Brunnen-Verlag, Gießen 1992, ISBN 3-7655-9060-6
- Dem echten Leben auf der Spur: Ansprachen für Lebens-Sucher. Hänssler, Neuhausen 1997, ISBN 3-7751-2802-6, ISBN 978-3-7751-2802-5
- Nüchtern, bedächtig und niedersächsisch? Die Kirchgemeinde Bevern und ihr „08/16“-Gottesdienst. In: WillowNetz 2/1999, S. 10–12.
- Ein Beispiel für „zeitgemäße“ Gottesdienste in Bevern/Bremervörde. In: Schritte 4/1997, S. 22–27.
- Der „gottesdienst 08/16“ in Bevern. Ein Beispiel für alternative Gottesdienste auf dem Lande. In: Irene Mildenberger; Wolfgang Ratzmann: Jenseits der Agende: Reflexion und Dokumentation alternativer Gottesdienste. Evangelische Verlagsanstalt, Leipzig 2003, ISBN 3-374-02059-3
- Weihnachten erleben. Adventskalender im CD-Format, jährlich seit 2009, erhältlich unter www.allesvomleben.de[15]
- mit Bettina Wulff: Anders als gedacht. bene!-Verlag, München 2020, ISBN 978-3-96340-100-8